# Andréas Metaxás
Andréas Metaxás (em grego: Ανδρέας Μεταξάς; Cefalônia, 1790 — 19 de Setembro de 1860) foi um político da Grécia. Ocupou o cargo de primeiro-ministro da Grécia de 15 de Setembro de 1843 até 11 de Março de 1844.